# پسرک (فیلم)
پسرک فیلمی به کارگردانی خسرو پرویزی و نویسندگی سعید مطلبی محصول سال ۱۳۵۵ است.

## خلاصه داستان
همسر مردی موقع زایمان می‌میرد و مرد نیز بر اثر تصادف کشته می‌شود...

## بازیگران
- مسعود اسدالهی
- افروز
- رضا کرم رضایی
- شهرام ثمینی‌پور
- نعمت‌اله گرجی
- فرخ‌لقا هوشمند
- علی اکبر مهدوی فر
- کاظم افرندنیا
- روح‌الله مفیدی
- شیوا
- کاظم تهرانچی
- کریم چهل و یک